# Erziehungsziel
Unter einem Erziehungsziel versteht man in der Pädagogik die erwünschte psychische Disposition des Kindes oder Jugendlichen, auf deren Verwirklichung ein bestimmtes Erziehungskonzept ausgerichtet ist. So lässt sich als Ziel der christlichen Erziehung beispielsweise der christliche Glaube benennen, während als Ziele moderner Charaktererziehung Eigenschaften und Kompetenzen wie Empathie, Resilienz und Selbstregulation angegeben werden können. Ein weiteres Beispiel ist die Erziehung zur Selbstständigkeit. Das Bildungssystem der DDR zielte auf eine Erziehung zur sozialistischen Persönlichkeit ab. Erziehungsziele zählen – neben Erziehungsnormen und Erziehungsmethoden – zu den Definitionselementen des Begriffes Erziehung.
Weil Erziehung oft eklektisch ist, das heißt aus einem Repertoire verschiedenartiger Erziehungskonzepte schöpft, die vielleicht nur eingeschränkt kompatibel sind, kommt es in der Praxis vor, dass Erziehungsziele miteinander im Konflikt stehen. Als einschlägiges Beispiel gilt der Fall, dass gleichzeitig zur Kreativität bzw. Selbstentfaltung und zur Anpassungsfähigkeit erzogen wird. Ein weiteres Beispiel ist das parallele Ermutigen von Hilfsbereitschaft bzw. Empathie einerseits und Wettbewerbsdenken andererseits.

## Begriffsabgrenzung
Wie Wolfgang Brezinka beklagt hat, sucht man in der pädagogischen Literatur weithin vergeblich nach einer genauen Bestimmung des Begriffes, und dies, obwohl hier an Aufzählungen von Erziehungszielen kein Mangel herrscht. Brezinka selbst definiert: „Unter einem Erziehungsziel wird eine Norm verstanden, die eine für Educanden als Ideal gesetzte psychische Disposition (oder ein Dispositionsgefüge) beschreibt und vom Erzieher fordert, er solle so handeln, dass der Educand befähigt wird, dieses Ideal so weit wie möglich zu verwirklichen.“
Erziehungsziele müssen demnach zum Beispiel von Lehrzielen und Lernzielen unterschieden werden. Fehlerhafterweise werden diese drei Begriffe in der populären nicht wissenschaftlichen Literatur (z. B. der pädagogischen Ratgeberliteratur) oft synonym verwendet. Lehr- und Lernziele berühren jedoch nicht die psychische Disposition des Kindes; nicht Erziehungskonzepte oder Erziehungsphilosophien orientieren sich an ihnen, sondern Lehr- und Erziehungsmethoden.
Der Begriff Erziehungsnorm ist weiter gefasst als der des Erziehungsziels; als Wertprinzipien schließen Erziehungsnormen neben Erziehungszielen auch Präferenzen für bestimmte Erziehungsmethoden ein.
Weil ohne eine genaue Bestimmung des Begriffes alles, was irgendjemand für wünschenswert hält, Erziehungsziel werden kann, unterscheidet Brezinka zwischen einem Minimal- und einem Normbegriff des Erziehungsziels, wobei der Minimalbegriff dasjenige bezeichnet, was der Erziehende tatsächlich will, während der Normbegriff deutlich enger gefasst ist: „Ein Erziehungsziel im Sinne des Normbegriffs ist eine Norm, die einen vorgestellten Zustand der Persönlichkeit oder eine vorgestellte Persönlichkeitseigenschaft des Educanden beschreibt, den dieser verwirklichen soll und zu dessen Verwirklichung seine Erzieher durch Erziehung beitragen sollen.“ Eine weitere Differenzierung, die Brezinka vorgeschlagen hat, ist die zwischen erzieherischen End- und Zwischenzielen; während als Endziel einer bestimmten Erziehung z. B. die Fähigkeit des Menschen genannt werden könnte, seine Gesundheit aufrechtzuerhalten, wären Zwischenziele auf diesem Wege etwa die Kompetenz des Kindes, beim Essen von Süßigkeiten Maß zu halten und gute Zahnhygiene zu praktizieren.
Brezinka hat auch darauf hingewiesen, dass auch Kompetenzen bzw. die psychische Bereitschaft zu bestimmten Erlebnis- und Verhaltensweisen Erziehungsziele sein können, nicht jedoch diese Erlebnis- und Verhaltensweisen selbst. Auch abstrakte Prinzipien wie Gleichberechtigung, Demokratie oder Glück kommen als Erziehungsziele insofern nicht in Betracht. Glück ist z. B. erklärtes „Erziehungsziel“ bei William Sears, dem Begründer des Attachment Parenting.
„Das Endresultat einer viele Jahre lang fortgesetzten Reihe von Einwirkungen, die von der ganzen Umgebung des Zöglings in äußerst verschiedener, vielfach widerstreitender Weise auf ihn ausgeübt wurden“,stehe „unter einer solchen Menge von Bedingungen“, dass die Erzieher zufrieden sein müssten, wenn es gelinge, dass die Persönlichkeitsverfassung, die der Educand schließlich erwirbt, wenigstens in ihren Hauptzügen dem Erziehungsziel nicht widerspricht.

## Bindestrich-Pädagogiken
Im pädagogischen Gesamtumfeld entstehen immer wieder Lehren, die weniger geschlossene Erziehungskonzepte bilden, als vielmehr auf individuelle Erziehungsziele ausgerichtet sind. Beispiele:
- Antirassistische Erziehung
- Demokratische Erziehung
- Friedenserziehung
- Interkulturelle Erziehung
- Transkulturelle Erziehung